# Achille Laviarde
Gustave Achille Laviarde, né le 17 novembre 1841 à Reims et mort le 16 mars 1902 à Paris, est un aventurier et cryptarque français, devenu prétendant au trône du royaume d'Araucanie et de Patagonie sous le nom d'Achille Ier, succédant à Antoine de Tounens (Orélie-Antoine Ier), dont il était l'ami et le secrétaire.

## Biographie

### Enfance et jeunesse
Achille Laviarde, né le 17 novembre 1841 au 201, rue du Barbâtre à Reims, est le fils de Bertrand Xavier Laviarde (1808-1867), fabricant de tissus, négociant, et de Marie Anne Rosalie Colmart (1812-1888), tenante d'un lavoir. Il passe son enfance dans sa ville natale, au 33 rue du Barbâtre.
À 18 ans, après ses études au Lycée Georges-Clemenceau de Reims, il part pour cinq ans de voyage en Europe, commençant par effectuer un tour de France, avant de visiter l'Italie, la Suisse, l'Allemagne, la Belgique et l'Angleterre, et même de pousser jusqu'en Afrique du Nord. Lorsque son père meurt en 1867, Achille Laviarde est au service du bey de Tunis, il rentre alors à Reims pour tenir compagnie à sa mère qui, alors veuve, tiendra un lavoir.
De retour en France, il s'engage en politique, dans le parti impérial. Lors des élections législatives de mai 1869, il soutient le candidat impérial Édouard Werlé, ancien maire de Reims, qui est élu député.

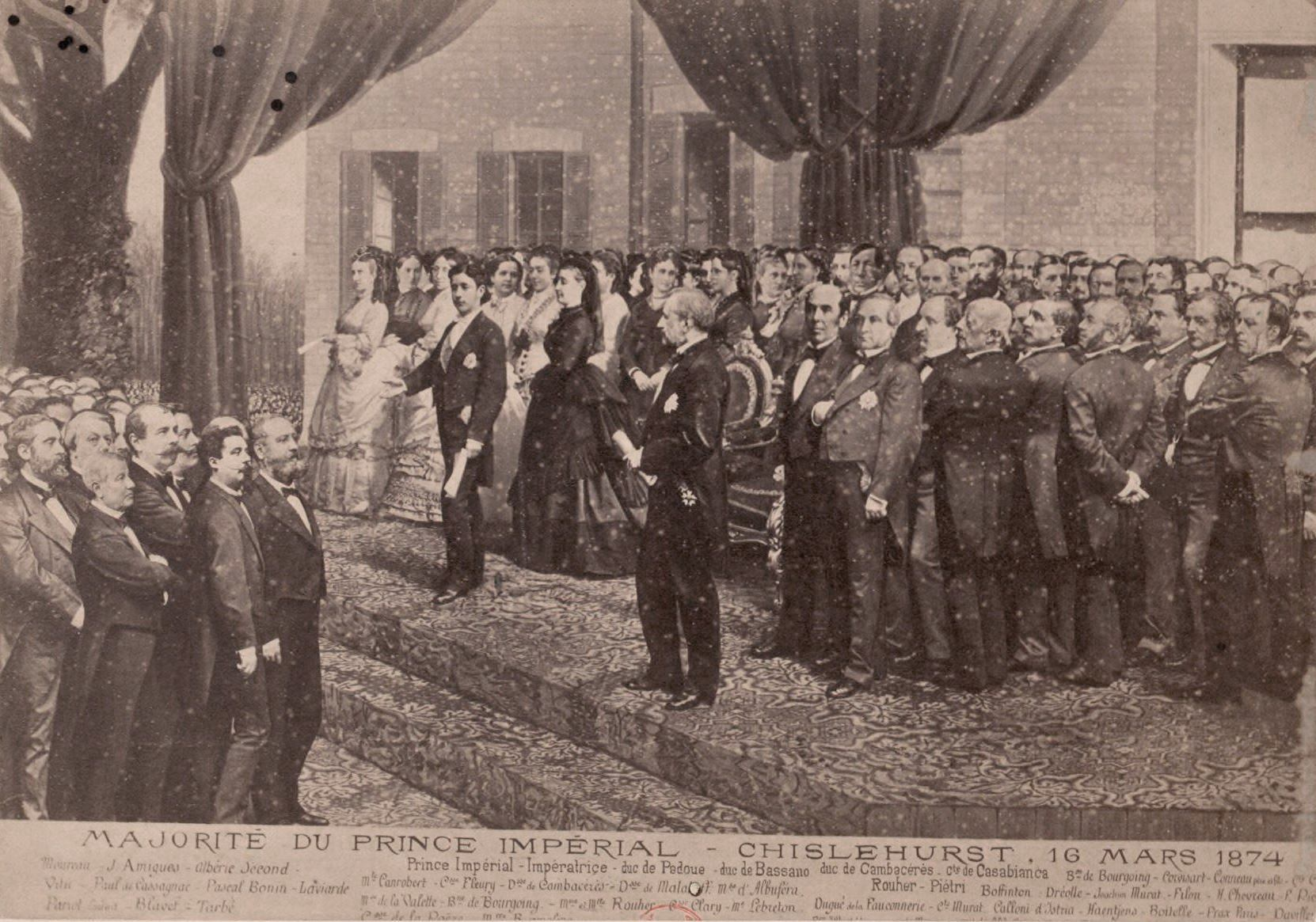
Achille Laviarde parmi les bonapartistes présents lors de la proclamation de la majorité du prince impérial Louis-Napoléon Bonaparte (photomontage d'Appert, 1874).

Le 15 janvier 1873, il assiste, officiellement, aux obsèques de l'ex-empereur Napoléon III, puis, le 16 mars 1874, il est à la tête du Comité rémois de pétition de l'appel au peuple à la proclamation de majorité du Prince impérial Louis-Napoléon Bonaparte (1856-1879).
On le voit figurant comme chef délégué de la section de Reims aux côtés des impérialistes et de Paul de Cassagnac sur un photomontage représentant le groupe des personnalités rassemblées en 1874 à Camden House, à l'occasion de la proclamation de la majorité du prince impérial. Son implication avec les bonapartistes lui vaut un épais dossier aux archives de la police de Paris.

### Prétendant au trône d'Araucanie et de Patagonie

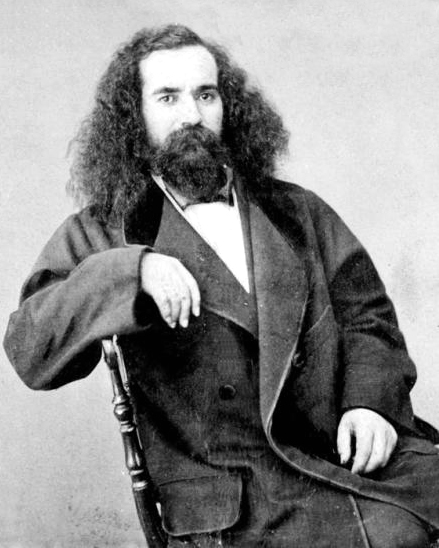
Son prédécesseur Antoine de Tounens (1825-1878), roi d'Araucanie et de Patagonie sous le nom d'Orélie-Antoine Ier.

Achille Laviarde a sans doute été secrétaire du Français Antoine de Tounens (1825-1878), qui se proclamait roi d'Araucanie et de Patagonie sous le nom d'Orélie-Antoine Ier, lui portait de l'amitié et lui décerna, le 30 décembre 1873, les titres de prince d'Aucas et duc de Kialéon, et le désigna par son testament comme son successeur éventuel.
Trois ans et demi après la mort d'Antoine de Tounens le 17 septembre 1878, Achille Laviarde accède donc en 1882 au trône de son prédécesseur, sous le nom d'Achille Ier (en espagnol : Aquiles I), roi d'Araucanie et de Patagonie.
Achille Laviarde fera parfois état d'un testament cryptographique d'Antoine de Tounens dont le texte sera publié en 1888, dix ans après la mort de celui-ci, par lequel Antoine de Tounens l'avait désigné comme son héritier et successeur au trône d'Araucanie et de Patagonie. Achille Laviarde fait signer le 26 mars 1882 un acte de renonciation à l'héritier naturel, Adrien de Tounens, boucher à Tourtoirac et neveu d'Antoine de Tounens. Cet acte de renonciation mentionne aussi comme ministres secrétaires d'État le comte Antoine Jimenez et Antoine-Hippolyte Cros, duc de Niacalel, qui fait fonction de garde des sceaux, ainsi que des conseillers. Un ami des premières heures, Émile Godret, dit Bazière, et enfant du Barbâtre, est ministre de la Marine. En effet, à l'époque, l'épopée de son prédécesseur reste alors à ce point populaire en France qu'Achille Laviarde peut assurer le fonctionnement des institutions de cette monarchie en exil.
En tant que roi d'Araucanie, Achille Laviarde a comme premier soin de créer des ordres de chevalerie, il « accordera une concession à une compagnie britannique qui ne verra jamais le jour, se fera lui-même duc de Kiaélon et comte d'Alsena, distribuera des titres, des cordons et des étoiles, désavouera ses consuls et chargés d'affaires qui en Italie avaient essayé d'escroquer les Salésiens » (Monseigneur Infante, prélat chilien, interrogé à cette occasion sur l'existence du royaume d'Araucanie dénonce la farce et déclare en des termes assez rude que le royaume n'existe que dans les esprits de certains).

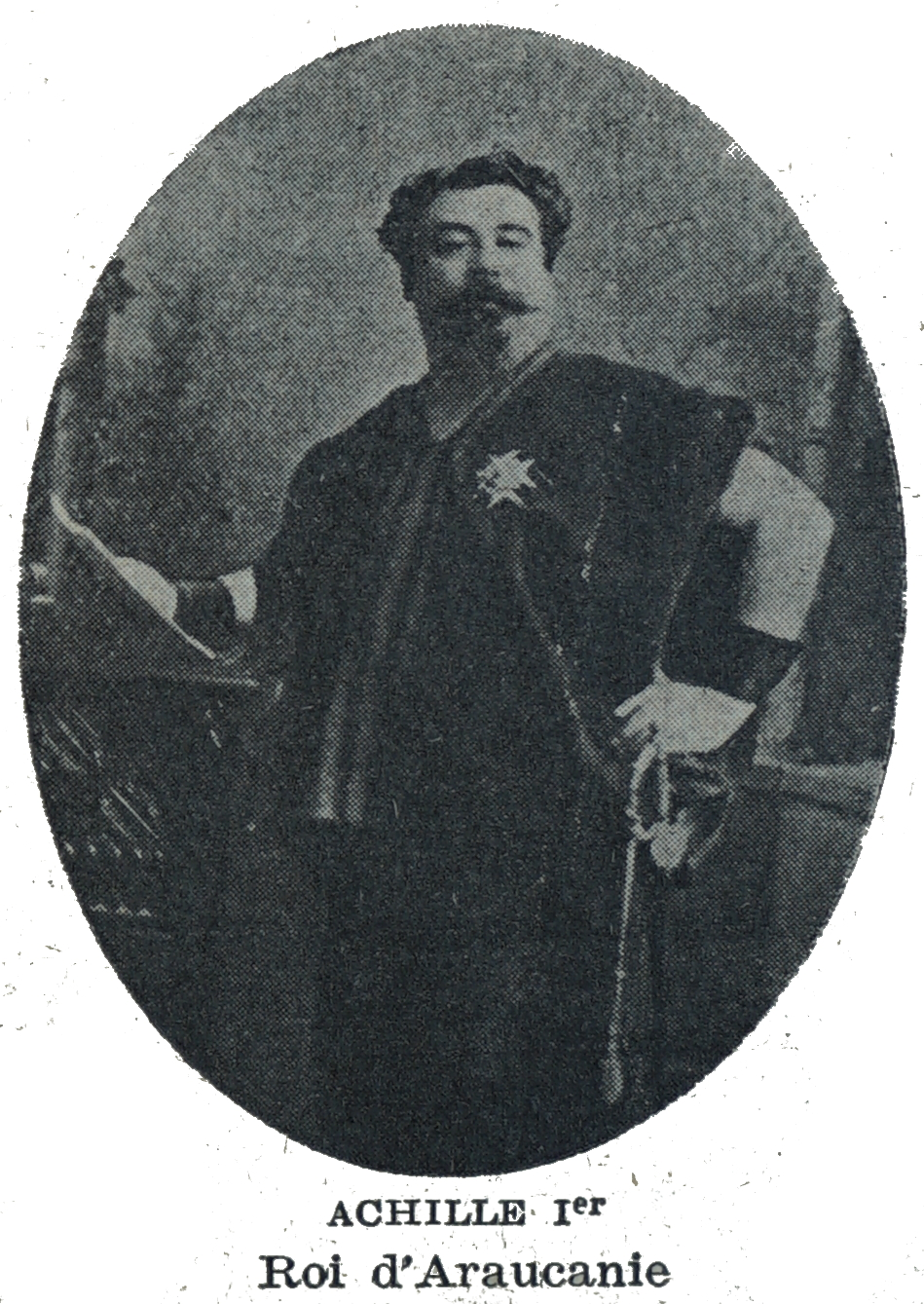
Achille Laviarde en costume mapuche.

Ayant échoué dans toutes ses tentatives importantes, il exploite la situation par de petits moyens. Antoine de Tounens avait créé l'ordre de la Constellation du Sud : Achille Laviarde le réglemente et définit les classes et les insignes ; les amateurs sont nombreux car l'insigne comporte beaucoup de rouge (pour le ruban de la Couronne d'acier qui ressemble à celui de la Légion d'honneur il est demandé 100 à 200 francs) et il a aussi coutume de désintéresser ses créanciers les plus exigeants en leur décernant un grade dans les ordres du royaume : des naïfs se laissent toujours prendre à cette « ferblanterie exotique ».
Achille Laviarde habite à Paris, place du Trône, mais réside plus fréquemment au cabaret Le Chat noir, au pied de la butte Montmartre, et le protocole exige que les nouveaux venus soient présentés au roi.

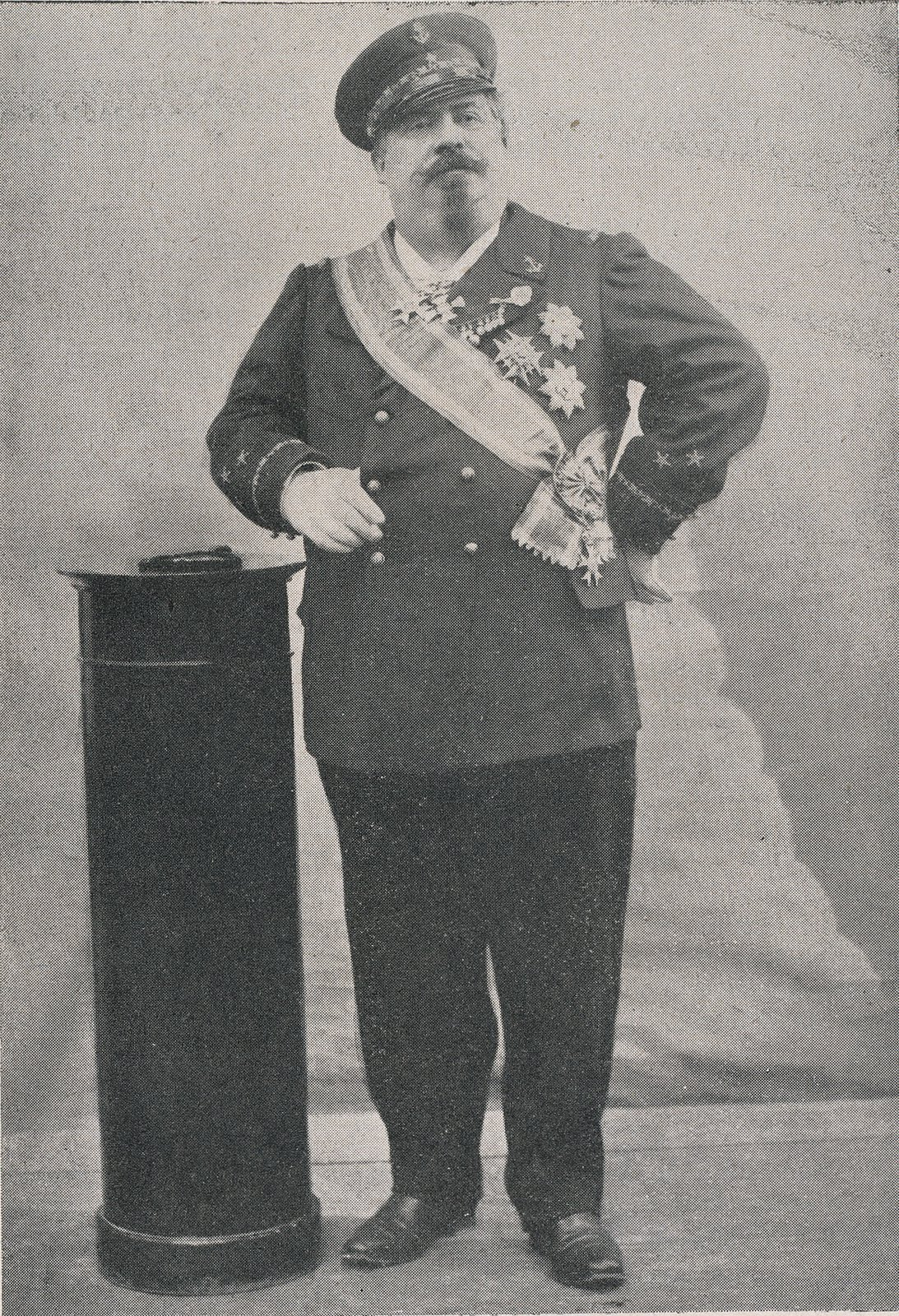
Achille Laviarde arborant ses décorations.

Le journaliste Paul Ginisty rapporte qu'on peut le voir « trônant » dans les cafés de Montmartre où « pour un bock offert, il vous bombardait aussitôt dignitaire de la couronne. Des gens qui avaient été jusqu'à payer une troisième tournée s'en retournaient au moins ducs et pairs, ou avec la solennelle promesse d'une charge de ministre quand les Araucaniens se décideraient à appeler à eux leur monarque. C'est de quoi Achille premier n'était pas très pressé ».
Selon l'écrivain Jean Raspail, « il régna en roi d'opérette sur les cabarets de Montmartre et de Montparnasse tant qu'il y tint table ouverte ».
Dans ses dernières années, il réside à Reims, pour réduire ses dépenses. Il y possède le Château des Grenouilles Vertes, une villa acquise en 1867 et située au bord de la Vesle et du canal (cette maison fut rasée en 2001 et la municipalité aménagea un jardin public à cet emplacement).
Achille Laviarde, contrairement à son prédécesseur Antoine de Tounens, ne s'est jamais rendu au Chili.
Les prétendants au trône d'Araucanie et de Patagonie sont considérés par diverses sources comme des monarques et souverains de fantaisie,,
,, et Achille Laviarde, qui était « un citoyen français ne possédant aucun titre d'identité attestant des qualités ou des titres étrangers de cette sorte et n'ayant que des prétentions fantaisistes sur un royaume sans existence légale et ne jouissant d'aucune reconnaissance internationale » est parfois qualifié de « roi d'opérette », « d'intrus dans la famille des têtes couronnes » et de « joyeux fumiste » (le 27 août 1873, le tribunal correctionnel de Paris a jugé qu'Antoine de Tounens, premier roi d'Araucanie et de Patagonie, ne justifiait pas de sa qualité de souverain).

### Franc-maçonnerie
Giambattista Pessina, autoproclamé Grand Hiérophante de l'Antique et Primitif Rite Oriental de Memphis et Misraïm, Souverain Grand Maître Impérial pour les deux Hémisphères[Quoi ?], lui décerne le titre de "grand-maître honoraire du rite et grand protecteur du Souverain Sanctuaire de Naples" (sic). Achille Laviarde lui décerne en retour le grade de Grand Croix de l'ordre royal de la couronne d'acier et en fait son chargé d'affaires en Italie.

### Vie privée
le 20 mai 1876 à Londres, Achille Laviarde épouse Marie Élisa Octavie Guéry (1852-1893), tenue pour une sud-américaine, mais qui est née à Reims d'un père ferblantier, dans le même canton que son mari. Ils n'ont pas eu d'enfants.

### Décès

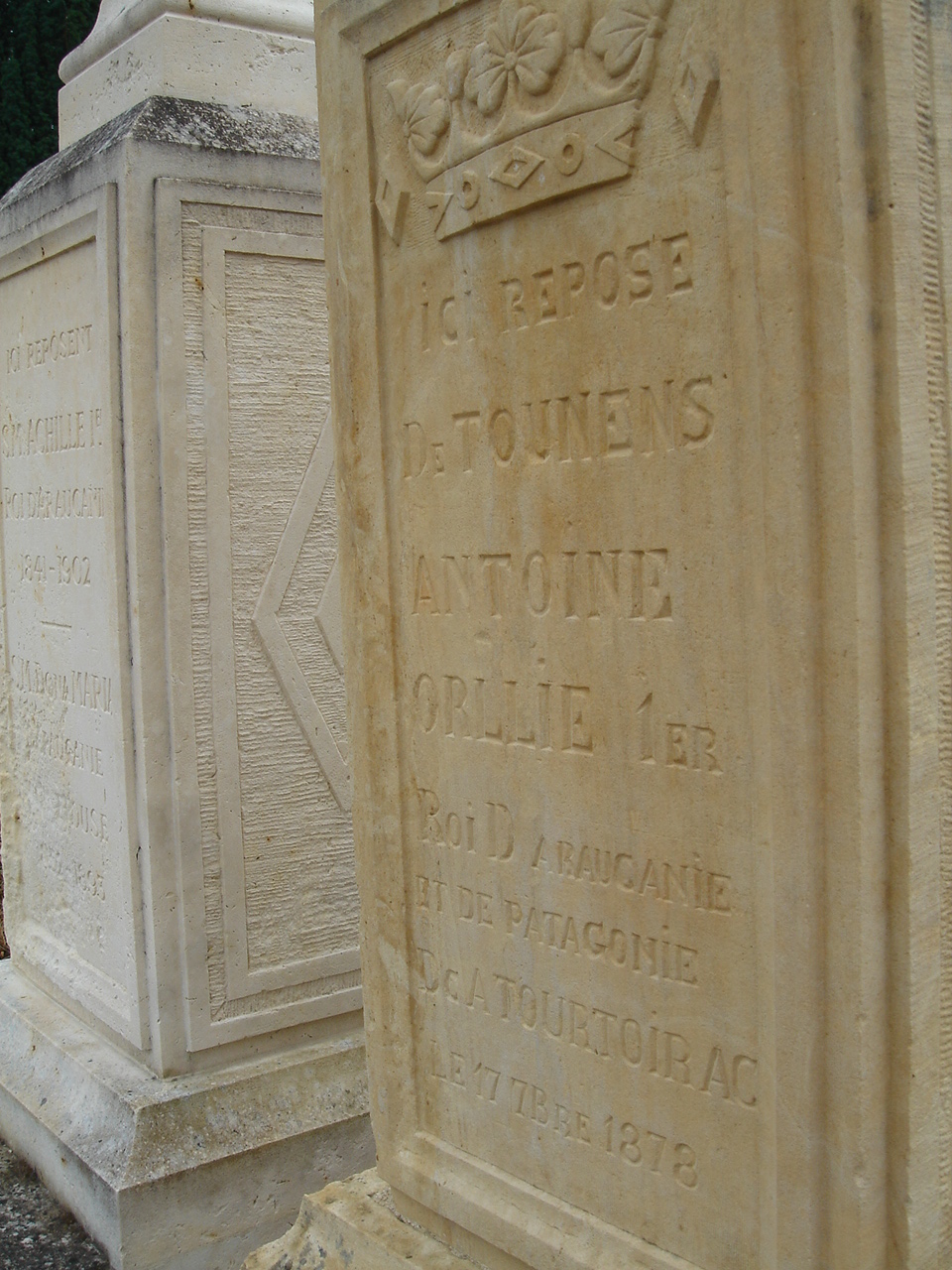
Pierre tombale d'Achille Laviarde et de son épouse Marie Guéry, au cimetière de Tourtoirac, à la gauche de celle d'Antoine de Tounens.

Il meurt le 16 mars 1902 à Paris, âgé de 60 ans, terrassé par une congestion, et est inhumé à Reims dans le caveau de famille. Ses restes et ceux de son épouse Marie Guéry sont transférés en 1976 au cimetière de Tourtoirac, où est enterré son prédécesseur Antoine de Tounens. Sur leur tombe, située à gauche de celle d'Antoine de Tounens, ils sont désignés comme « S.M. Achille Ier, Roi d'Araucanie » et « S.M. Doña Maria d'Araucanie ».

### Succession

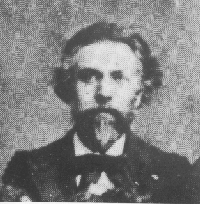
Antoine-Hippolyte Cros (1833-1903), successeur d'Achille Laviarde sous le nom d'Antoine II.

Achille Laviarde meurt le 16 mars 1902 sans laisser d'héritier ni de testament. Un de ses amis, Antoine-Hippolyte Cros (1833-1903) (qu'il a vraisemblablement rencontré au cabaret Le Chat noir), est désigné comme son successeur (sous le nom d'Antoine II) par le conseil d'État du royaume (formé des sept membres restant de la Société des médaillés de la Constellation du Sud), et conformément à la volonté d'Achille Laviarde (car on raconte qu'il a cédé sa couronne à Antoine-Hippolyte Cros, à l'issue d'une partie de cartes perdue au cabaret Le Chat noir).
À ce sujet, l'écrivain Jean Raspail indique : « Il n'y eut jamais qu'un seul roi de Patagonie S. M. Orélie-Antoine Ier. Achille Laviarde inaugura une fausse dynastie qui s'acheva avec Antoine Cros. Jacques Bernard [successeur d'Antoine Cros], ne fut ni roi ni prince patagon. ».

## Quelques portraits

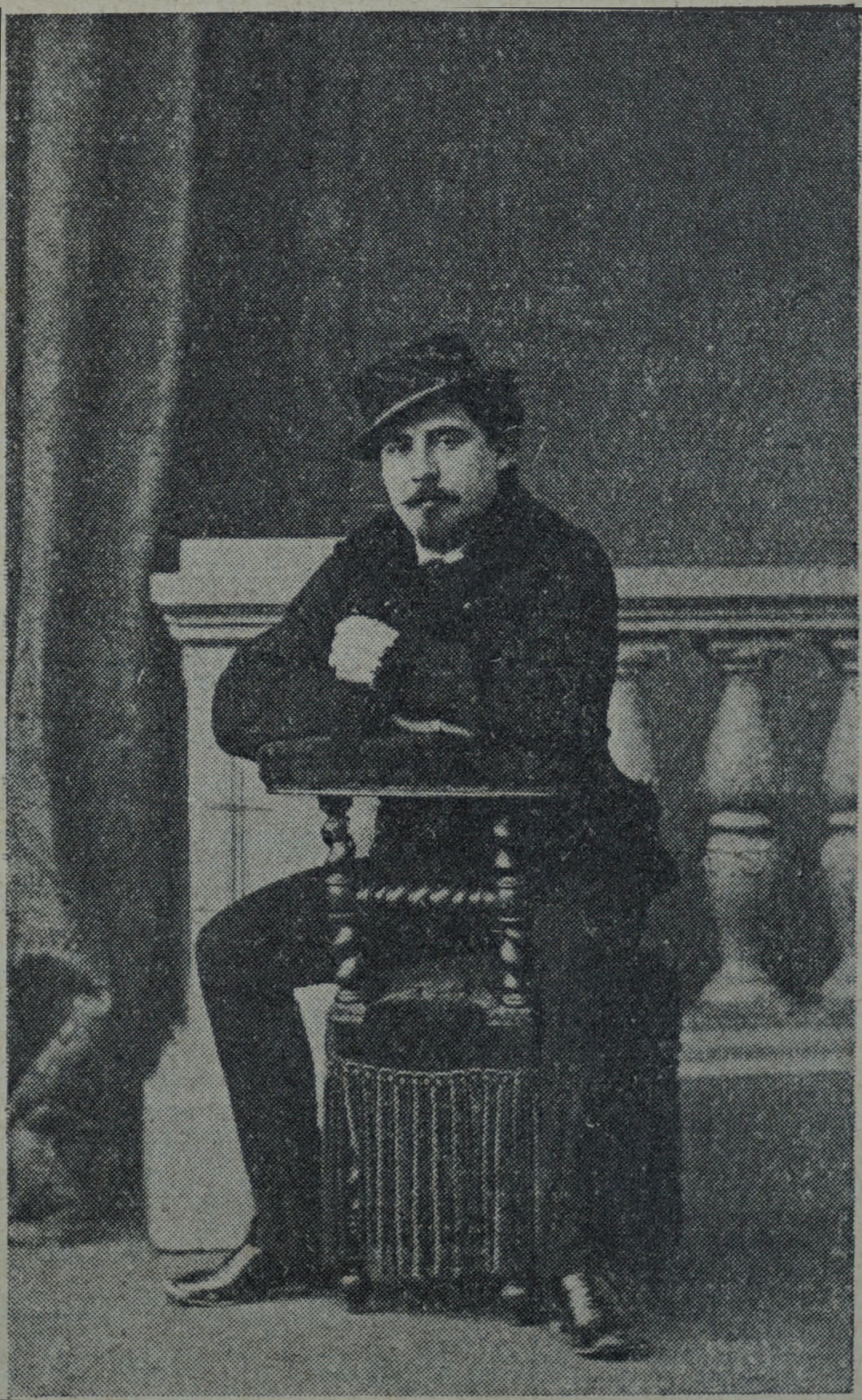
Achille Laviarde en 1875
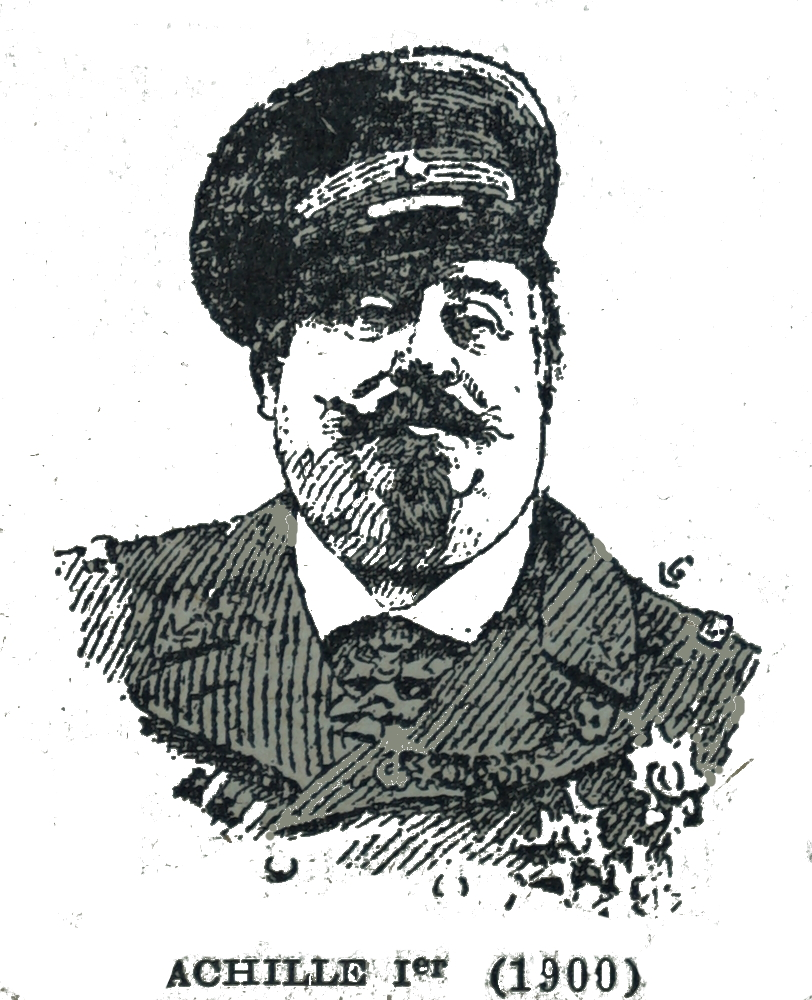
Achille Laviarde en 1900
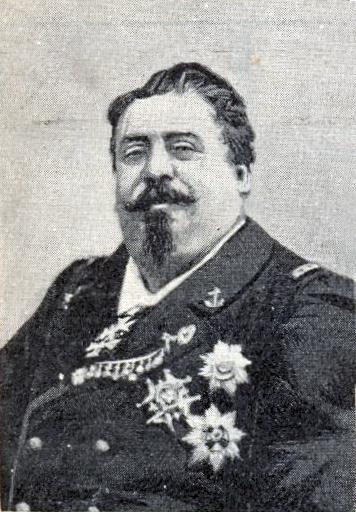
Achille Laviarde en 1902